# Tascina
Tascina es un género de lepidópteros perteneciente a la familia  Castniidae. Fue descrito por Westwood en 1877.  Se encuentra en el Sudeste de Asia.

## Especies
- Tascina dalattensis Fukuda, 2000
- Tascina orientalis Westwood, 1877
- Tascina metallica Pagenstecher, 1890
- Tascina nicevillei (Hampson, 1895)